# 모질라 페르소나
모질라 페르소나(Mozilla Persona)는 모질라가 프로토타입하고 IETF에서 표준화한 개방형 BrowserID 프로토콜을 기반으로 하는 웹용 분산형 인증 시스템이다. 2011년 7월에 출시되었지만 추진력을 얻지 못한 후 모질라는 2016년 1월에 연말까지 서비스를 중단할 계획을 발표했다.

## 배포
페르소나는 사용자의 브라우저에서 실행되는 자바스크립트 클라이언트 측 프로그램에 크게 의존하므로 널리 사용할 수 있다.
페르소나를 통한 웹 애플리케이션 인증 지원은 드루팔, Serendipity, 워드프레스, Tiki 또는 SPIP와 같은 CMS로 구현할 수 있다. Phonegap 플랫폼에는 페르소나(HTML5 앱을 모바일 앱으로 컴파일하는 데 사용됨)도 지원된다. 모질라는 persona.org에서 자체 페르소나 서버를 제공한다. 페더레이션 ID를 제공하는 자체 페르소나 ID 공급자를 설정하는 것도 가능하다.
페르소나를 구현하는 주목할만한 사이트로는 Ting, 타임스 Crossword 및 Voost가 있다.

## 같이 보기
- 오픈아이디